# Stoops Bad

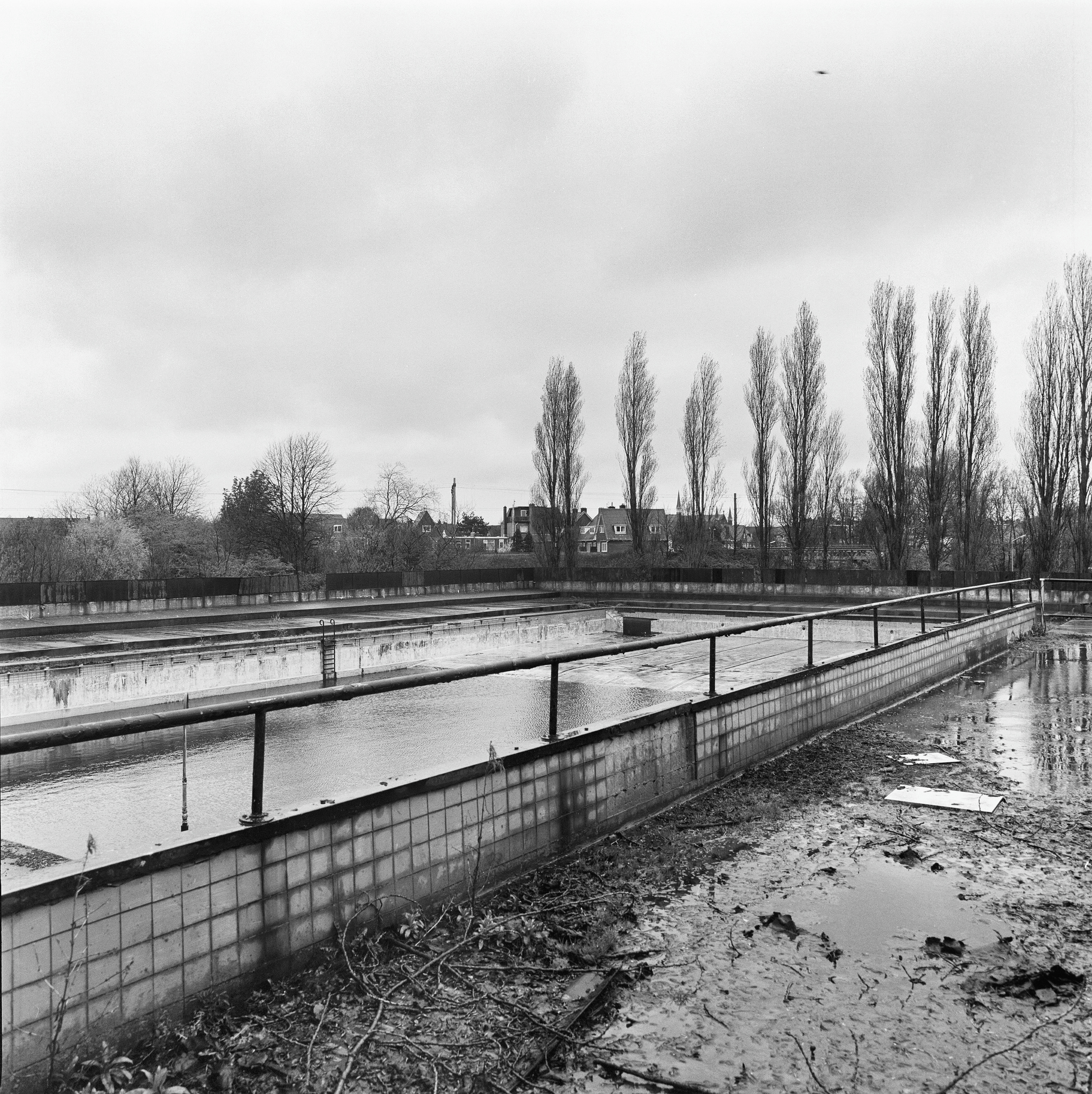
Foto van het buitenbad in 1992

Stoops Bad is een voormalig zwembad aan het Adriaan Stoopplein in de Nederlandse plaats Overveen.
Het gebouw uit 1916 werd in opdracht van en gefinancierd door ir. Adriaan Stoop ontworpen door architect Eduard Cuypers.  Het complex bestaat uit meerdere rijksmonumenten. In 1990 werd het zwembad gesloten en geschonken aan de gemeente. Sinds 1996 staat het gebouw als rijksmonument op de monumentenlijst. Het gebouw werd in 1997 gekocht en het hoofdgebouw werd omgebouwd tot appartementen. De originele ingang werd gerestaureerd.